# Durme en Middenloop van de Schelde
Durme en Middenloop van de Schelde este o arie protejată (arie specială de conservare — SAC, sit de importanță comunitară — SCI, arie de protecție specială avifaunistică — SPA) din Belgia întinsă pe o suprafață de 4.190 ha, integral pe uscat.

## Localizare
Centrul sitului Durme en Middenloop van de Schelde este situat la coordonatele 51°03′N 4°06′E / 51.05°N 4.1°E.

## Înființare
Situl Durme en Middenloop van de Schelde a fost declarat arie de protecție specială avifaunistică în octombrie 1988 pentru a proteja 9 specii de animale. Alte tipuri de protecție:
- sit de importanță comunitară (în ianuarie 1900)
- arie specială de conservare (în ianuarie 1900)[1][2]

## Biodiversitate
Situată în ecoregiunea atlantică, aria protejată nu include niciun habitat protejat.
La baza desemnării sitului se află mai multe specii protejate de  păsări (9): pescăruș albastru (Alcedo atthis), rață sulițar (Anas acuta), rață lingurar (Anas clypeata), buhai de baltă (Botaurus stellaris), erete de stuf (Circus aeruginosus), pescăruș râzător (Larus ridibundus), gușă albastră (Luscinia svecica), cresteț pestriț (Porzana porzana), călifar alb (Tadorna tadorna).